# Лопатина
Лопатина — річка в Україні, у Шосткинському районі Сумської області. Права притока Івотки (басейн Дніпра).

## Назва
Від діалектного «лопатина» - заглиблення в ґрунті невизначеної форми.

## Опис
Довжина річки приблизно 5,3 км.

## Розташування
Бере початок на північно-східній околиці Івота. Спочатку тече на південний захід, а потім на південний схід через село і впадає у річку Івотку, ліву притоку Десни.
Річку перетинає автомобільна дорога Т 1908.